# 若竹又男
若竹 又男（わかたけ またお、1886年（明治19年）1月15日 – 1955年（昭和30年）4月11日）は、大日本帝国陸軍軍人。最終階級は陸軍少将。熊本県荒尾市長。

## 経歴
熊本県に木庭藤八の四男として生まれ、若竹里操の養子となった。1906年（明治39年）、陸軍士官学校を卒業。1907年（明治40年）に陸軍少尉に任官し、1935年（昭和10年）に陸軍少将に昇進した。その間、陸軍大学校を卒業し、参謀本部部員、陸軍航空本部部員、関東軍司令部附、飛行第4連隊長、航空本部補給部各務原支部長、明野陸軍飛行学校幹事、同校長を歴任した。1937年（昭和12年）、予備役に編入。
1939年（昭和14年）より郷里で農園を経営していたが、1942年（昭和17年）に初代荒尾市長に選出された。終戦後の1945年（昭和20年）に荒尾市長を辞任、その後、公職追放された。

## 栄典
勲章
- 1940年（昭和15年）8月15日 - 紀元二千六百年祝典記念章[5]